# Hello Again (film)
Hello Again is een Amerikaanse romantische-fantastische-filmkomedie uit 1987. De film werd geregisseerd en geproduceerd door Frank Perry. Het verhaal is van Susan Isaacs. Hoofdrollen worden vertolkt door Shelley Long, Judith Ivey, Gabriel Byrne, Corbin Bernsen, Sela Ward, Austin Pendleton, Carrie Nye, Robert Lewis, Madeleine Potter, Thor Fields en Illeana Douglas.

## Verhaal
De film speelt zich af op Long Island in de staat New York. Lucy Chadman, een huisvrouw, is op bezoek bij haar occulte zuster Zelda. Zij houden een tarot-sessie waar Zelda ziet dat Lucy weldra iets zal overkomen. Niet veel later verstikt Lucy in kippenvlees waardoor ze sterft. Uiteraard is de familie in grote rouw. Enige tijd later ontvangt Zelda het boek The Wisdom of Catagonia waarin ze een toverspreuk vindt hoe ze Lucy kan laten verrijzen. Dit ritueel moet uitgevoerd worden op de dag dat de maan, aarde en Sirius op een rechte lijn staan. Zelda voert de procedure uit - ongeveer een jaar na Lucy's overlijden - en Lucy verschijnt.
Lucy kan zich niet herinneren dat ze dood was. Daarom moet Zelda haar overtuigen met kranten, nieuwsberichten en haar graf. Ook schakelt ze familie en kennissen in die uiteraard geschokt zijn dat Lucy terug is. Lucy ondervindt dat ze haar oude leven niet snel weer kan oppikken. Haar man is ondertussen al hertrouwd met een oude schoolvriendin. Haar zoon blijkt ook getrouwd en baat een restaurant uit.
Lucy wil echt zekerheid dat ze dood was en bezoekt Kevin Scaldon, de dokter die haar heeft proberen te reanimeren. Hij bevestigt dat Lucy inderdaad dood was. Al snel blijkt dat Kevin verliefd is op Lucy, maar zij wil liever haar eigen man terug. Zelda ontdekt in het boek dat de spreuk slechts tijdelijk is. Lucy moet de ware liefde vinden voor de eerstvolgende volle maan, anders zal ze terug verdwijnen. Ze spoort Kevin aan om Lucy over zijn verliefdheid aan te spreken. Echter gelooft hij Zelda niet.
De media verneemt over de verrijzenis waarop ze zich volop richt op Lucy, haar familie en vrienden. Kim Lacey, een collega van Kevin, is jaloers op de aandacht die Kevin krijgt. Kim is van mening dat Lucy nooit dood was, maar dat alles in scène werd gezet zodat Zelda haar winkel volop winst zou maken en Kevin promoveert. Volgens Kim nam Lucy tetrodotoxine in, belandde in een schijndood en verborg zich zo'n jaar voor de buitenwereld. Lucy beslist om niet te reageren in de hoop dat de media hen niet meer langer zou achtervolgen. Het resultaat is niet zoals verwacht: iedereen aanziet Lucy als een leugenaar, de winkel van Zelda wordt vernield en Kevin wordt ontslagen omwille van een grote beroepsfout. Uiteindelijk beslist Lucy om toch een debat aan te gaan en kan ze Kim in een seance doen bekennen dat Lucy werkelijk dood was en is verrezen.
Op het einde van de film trouwt Lucy met Kevin en krijgen ze een kind. Ook Zelda trouwt en bevalt van een tweeling. Lucy's zoon vertelt dat hij weldra ook vader zal worden.

## Rolverdeling
| Acteur           | Personage         |
| ---------------- | ----------------- |
| Shelley Long     | Lucy Chadman      |
| Judith Ivey      | Zelda             |
| Gabriel Byrne    | Kevin Scanlon     |
| Corbin Bernsen   | Jason Chadman     |
| Sela Ward        | Kim Lacey         |
| Austin Pendleton | Junior Lacey      |
| Carrie Nye       | Regina Holt       |
| Robert Lewis     | Phineas Devereaux |
| Madeleine Potter | Felicity Glick    |
| Thor Fields      | Danny Chadman     |